# Tebluru
Tebluru is een bestuurslaag in het regentschap Lamongan van de provincie Oost-Java, Indonesië. Tebluru telt 1985 inwoners (volkstelling 2010).